# Artimpaza quadricolor
Artimpaza quadricolor är en skalbaggsart som beskrevs av J. Linsley Gressitt 1951. Artimpaza quadricolor ingår i släktet Artimpaza och familjen långhorningar. Inga underarter finns listade.